# Nova Esperança
Nova Esperança (portugiesisch für Neue Hoffnung, chinesisch 新希望) ist eine politische Partei in der Sonderverwaltungszone Macau der Volksrepublik China. Ihr Vorsitzender und der derzeit einzige Abgeordnete zur Gesetzgebenden Versammlung von Macau ist der portugiesische Staatsbürger José Pereira Coutinho.

## Geschichte
Bei der Parlamentswahl 2005 trat Nova Esperança erstmals an und errang mit 9973 Stimmen einen Anteil von 7,99 % und einen Sitz in der Gesetzgebenden Versammlung, den der Listenführer José Pereira Coutinho eingenommen wurde. Bei der Parlamentswahl 2009 erhielt die Partei 12.908 Stimmen, was einem Anteil von 9,10 % entspricht und der Sitz konnte verteidigt werden. Nach der Parlamentswahl 2013 konnte die Partei sogar zwei Mandate erringen, obwohl sie mit 13.118 und einem Anteil von 8,96 % prozentual an Stimmen verlor, allerdings gleichzeitig vom sechsten Platz auf den fünften Platz der stärksten Parteien aufrückte. Neben José Pereira Coutinho war Leong Veng Chai der zweite Abgeordnete. Bei der letzten Parlamentswahl 2017 konnte Nova Esperança mit 14.383 Stimmen und 8,33 % der Stimmen in etwa ihr Niveau halten, durch die große Anzahl an Wahllisten konnte die Partei allerdings nur ein Mandat erringen. Andere Parteien traten mit zwei Wahllisten an, um zwei Mandate zu erhalten; für Nova Esperança war dieses Vorgehen auf Grund der hohen Kosten einer Wahlliste von 25.000 Patacas nicht möglich, obgleich das Sammeln von zusätzlichen 500 Unterschriften für die Kandidatur nicht schwer gewesen wäre.

## Ausrichtung

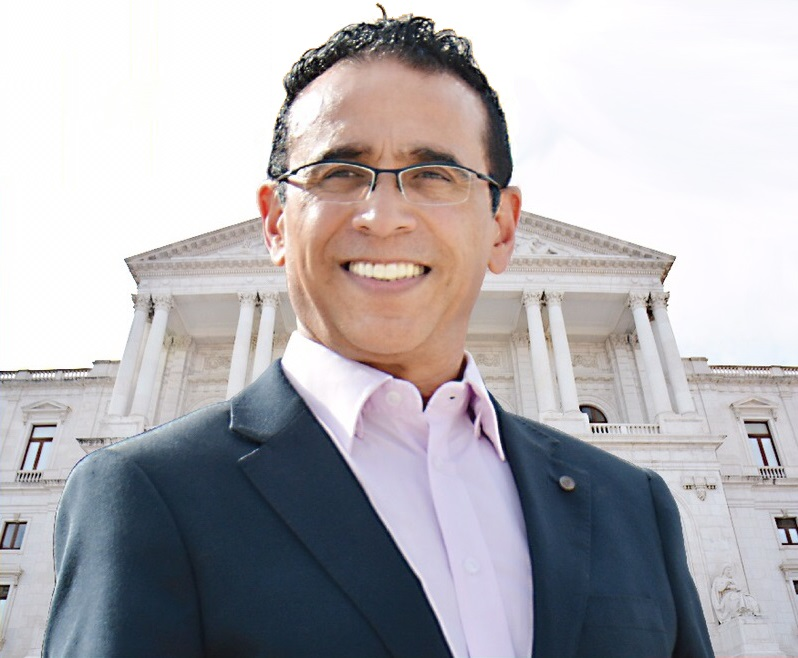
José Pereira Coutinho, einziger Abgeordneter der Nova Esperança

Die Partei ist faktisch der politische Arm der Associação dos Trabalhadores da Função Pública de Macau, der Gewerkschaft für den öffentlichen Sektor in Macau, welche wie die deutsche ver.di Mitglied der Internationalen der Öffentlichen Dienste ist. Personell ist die Wahlliste mit der Gewerkschaft stark vernetzt, José Pereira Coutinho ist gleichzeitig Präsident der Gewerkschaft und Listenführer der Wahlliste Nova Esperança.
Zu ihren politischen Schwerpunkten gehören eine soziale Wohnungspolitik, die Verbesserung der Situation für Frauen auf dem Arbeitsmarkt sowie eine konsequentere Kontrolle der Casinos, da die Regierung Macaus vor allem die Casinos unterstützt, anstatt sich um Gesundheitspolitik und Sozialpolitik zu kümmern. Außerdem ist ein wichtiges Ziel der Partei, die Bürger Macaus stärker an der Politik der Sonderverwaltungszone zu beteiligen. Dazu soll zum Beispiel die Arbeit der Gesetzgebenden Versammlung transparenter für die Bürger erfolgen. Die Zivilgesellschaft in Macau ist traditionell schwächer als zum Beispiel in Hongkong, auch das Interesse an Politik ist dadurch weniger stark ausgeprägt. Durch den sozialen Einsatz von José Pereira Coutinho hat es Nova Esperança allerdings auch geschafft, politisch weniger interessierte durch das Anprangern sozialer Missstände für Politik zu begeistern. Ein wichtiges Anliegen ist auch, dass die Wahlen fair ablaufen und Korruption eingeschränkt wird. Nova Esperança wird als Teil des Pro-Demokratie-Lagers angesehen.
Darüber hinaus sieht sich die Partei auch als Vertreter der portugiesischsprachigen und macanesischsprachigen Minderheit und der Macanesen in Macau. Dazu gehört zum Beispiel die Wahrung des Portugiesischen als Amtssprache Macaus.